# Agafia Rurikovna
Agafia Rurikovna (mezi lety 1190 a 1195 – po 31. srpnu 1247/2. červnu 1248) byla dcerou Svjatoslava III. Igoroviče z rodu Rurikovců a jako manželka Konráda Mazovského také polskou kněžnou.

## Život

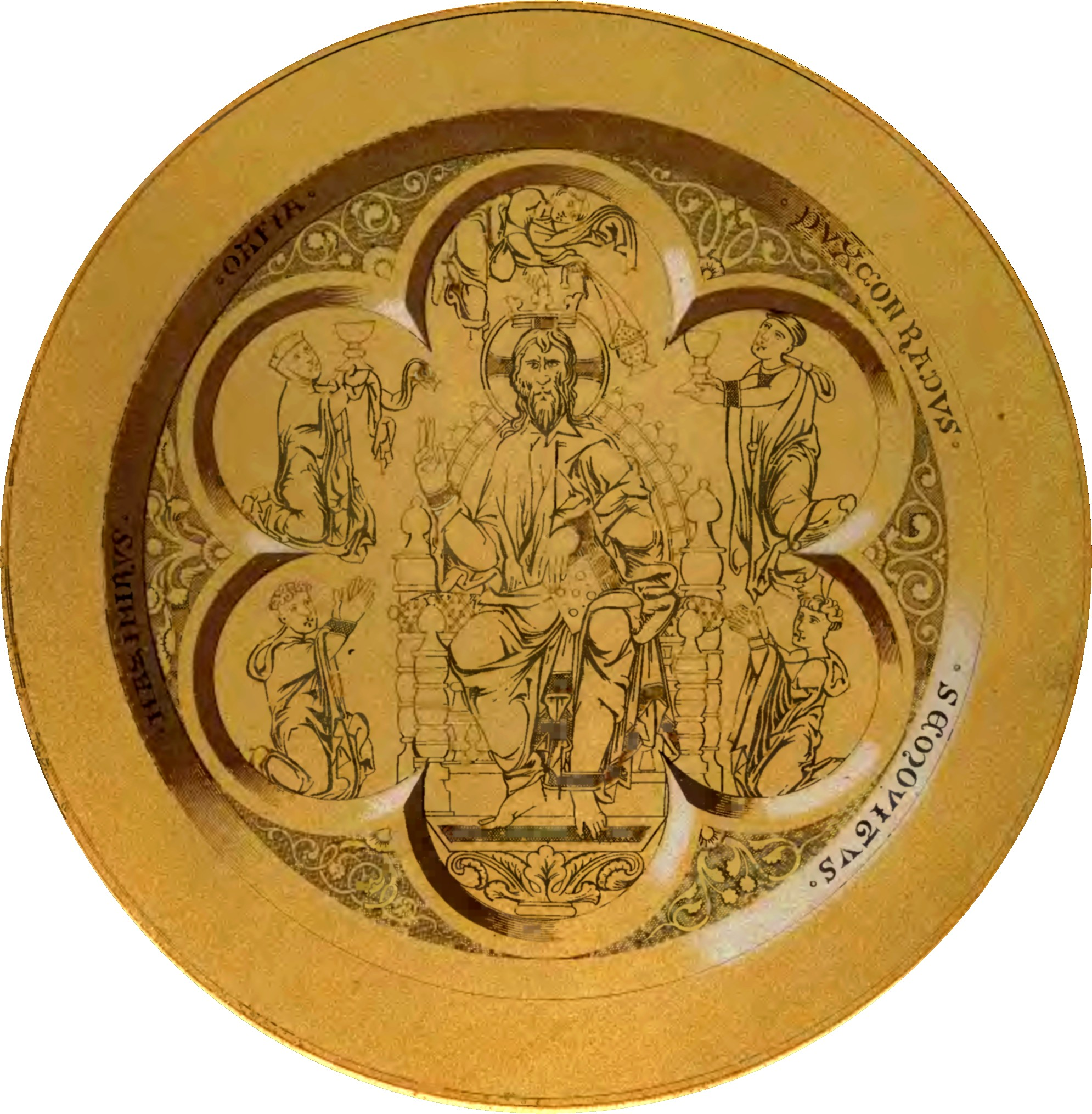
Pohár z Plocku (Agafia je vpravo nahoře)

Mezi lety 1207 a 1210 Agafia přijela do Polska, aby se zde vdala za Konráda Mazovského. Manželství bylo uzavřeno z politických důvodů, protože její otec byl spojencem polského knížete Leška Bílého a chtěl zlepšit své vztahy s polskou šlechtou. Agafia a Konrád byli manželi přinejmenším třicet let.
Agafia byla velkou podporovatelkou Řádu německých rytířů. V roce 1227 do Polska přijelo prvních několik rytířů. V Plocku existuje deska, kde jsou vyobrazeni Agafia, její manžel a dva nejstarší synové.
Je známo, že Agafia přežila svého manžela, který zemřel 31. srpna 1247. Zřejmě je pohřbena v katedrále v Plocku.

## Potomci
Agafia a Konrád měli tyto děti:
1. Boleslav I. Mazovský (asi 1210–1248)
2. Kazimír I. Kujavský (1210/1213–1267)
3. Zemovít I. Mazovský (asi 1213–1262)
4. Eudoxia (1215–1240)
5. Ludmila (nar. před 1225)
6. Siemomysł (1216/1228–1241)
7. Salomena (1220/1225–po r. 1268), jeptiška
8. Judita Mazovská (1222/1227–1257/1263)
9. Doubravka (asi 1230–1265)
10. Měšek (před r. 1235), zemřel v dětství